# Johan Béla
Johan Béla (Pécs, 1889. szeptember 6. – Budapest, 1983. április 11.) magyar egészségpolitikus, orvos, patológus, mikrobiológus, immunológus, a Magyar Tudományos Akadémia levelező (1942) tagja. A megelőző orvostudomány egyik legjelentősebb 20. századi alakja.  
1925–1935 között az általa alapított Országos Közegészségügyi Intézet első igazgatója, majd 1944-ig a belügyminisztérium közegészségügyi államtitkára volt. Irányításával teremtették meg a magyarországi közegészségügyi szervezet alapjait, szervezték meg a központi irányítás alatt álló országos védőnői és tisztiorvosi szolgálatot. A kiütéses tífusz és a malária elleni szervezett közegészségügyi harccal, egyes védőoltások kötelezővé tételével és az ivóvízellátás korszerűsítésével jelentősen javított Magyarország járványügyi helyzetén, szerológusként pedig több fontos oltóanyag és gyógyszeralapanyag előállítása fűződik a nevéhez. A 20. század egyik ellentmondásos megítélésű alakja, elvitathatatlan jelentőségű orvosi és egészségpolitikusi munkássága dacára a zsidótörvények végrehajtásában vállalt, nem tisztázott politikai szerepvállalása miatt neve napjainkban is közéleti vitákat gerjeszt.
Egy lánya és öt unokája született, akik közül Kondorosi Ádám (1946–2011) mikrobiológus, illetve szintén mikrobiológus felesége, Kondorosi Éva (1948) ugyancsak a Magyar Tudományos Akadémia levelező tagja.

## Életútja
Középiskolai tanulmányait a pécsi ciszterci gimnáziumban végezte el 1907-ben. Ezután a Budapesti Tudományegyetem orvosi karára iratkozott be. 1909-től az I. számú anatómiai intézet demonstrátora, majd gyakornoka volt. Általános orvosi oklevelét 1912-ben szerezte meg, s az I. számú kórbonctani intézet díjtalan gyakornoka lett. 1913-tól díjas gyakornokként, 1914-től tanársegédként, 1924-től adjunktusként dolgozott az intézetben, egyidejűleg 1919-től a Szent István Kórház kórbonctani osztályának vezető főorvosaként is tevékenykedett. Ezzel párhuzamosan 1919-től a kórszövettan magántanáraként, 1927-től címzetes nyilvános rendkívüli tanáraként oktatott az egyetem orvoskarán.
1922–1923-ban a Rockefeller-alapítvány ösztöndíjával az Amerikai Egyesült Államok közegészségügyi hálózatáról szerzett tapasztalatokat. Ezt követően, 1923–1925 között a nyugat-európai államok oltóanyag-termelésének szervezeti kereteit, valamint a közegészségügy szolgálatába állított laboratóriumi kutatások szervezési kérdéseit tanulmányozta. Az 1920-as évek közepétől egyre aktívabban vett részt az országos közegészségügyi hálózat kiépítésében, s 1925-től 1935-ig az általa szervezett Országos Közegészségügyi Intézet első igazgatója volt. 1935 júliusától 1944 októberéig – a nyilas hatalomátvételig – a belügyminisztérium közegészségügyi kérdésekért felelős államtitkára volt, 1942-től magyar királyi titkos tanácsosi rangban. Ezzel párhuzamosan, 1934-től 1943-ig a Népszövetség állandó egészségügyi bizottságának tagjaként is tevékenykedett.
A második világháború után belefogott az állami humánoltóanyag-termelés újjászervezésébe, de közéleti, államtitkári múltja miatt csakhamar politikai támadások érték és ellehetetlenítették közegészségügy-szervezői munkáját. 1945-től 1948-ig a Phylaxia Oltóanyagtermelő Vállalatnál ipari mikrobiológiai kutatásokkal foglalkozott. 1949-ben az Államvédelmi Hatóság szabotázs és a nyugati hatalmakkal való összejátszás koholt vádjával letartóztatta, és három hónapon keresztül a Kistarcsai Központi Internálótáborban tartották fogva.
Végül külföldi tudományos kapcsolatait mozgósítva sikerült elérni kiszabadulását. 1950-től 1955-ig a Chinoin Gyógyszeripari Kutatóintézetében az antibiotikumokat előállító gyógyszervegyészeti kutatólaboratórium megszervezője és vezetője volt. 1957–1958-ban ismét a Phylaxia munkatársa volt, annak fermentációs osztályát irányította. 1962-től 1980-ig – kilencvenéves koráig – a Kőbányai Gyógyszerárugyárban a B12-vitamin termelésével és takarmányozási célokra való előállításával foglalkozott.

## Munkássága
Jórészt tervei és elképzelései alapján, angliai mintára épült fel – az európai kontinensen a második ilyen típusú intézményként – az Országos Közegészségügyi Intézet (OKI) szervezete, amelynek munkáját 1925-től tíz éven keresztül irányította. Korszerű kutatóhelyet alakított ki az OKI-ban, nemzetközi szinten is elismert mikrobiológiai, bakteriológiai, parazitológiai, immunológiai, toxikológiai és epidemiológiai kutatások, valamint egészségtani munka folyt az intézményben. A fővárosban működő központi intézet támogatására húsz nagyobb vidéki városban fiókintézeteket hoztak létre, amelyek később az 1950-es években létrehozott Közegészségügyi-Járványügyi Állomás (Köjál) szervezeti bázisául szolgáltak. Olyan tudósok és szakemberek dolgoztak Johan irányítása alatt az OKI-ban, mint Dabis László, Ivánovics György, Jeney Endre, Lőrincz Ferenc, Petrilla Aladár, Schulek Elemér vagy Tomcsik József.
Államtitkárként több közegészségügyi törvény megszületését segítette elő. Vezetése alatt építették ki a Zöldkeresztes Egészségvédelmi Szolgálatot, azaz a falvakat behálózó vidéki egészségügyi hálózatot, amelynek hangsúlyos eleme volt az anya- és csecsemővédelem szolgálatába állított védőnői intézmény. Az ún. egészségügyi mintajárásokban szervezték meg először az állami irányítás alatt álló, egységes egészségvédelmi munkát, amelyet aztán kiterjesztettek az ország teljes területére. Többek között az általa benyújtott törvénytervezetek elfogadásával államosították a vármegyei tisztiorvosi szolgálatokat, 1940-ben pedig a községi és körorvosok hálózatát. A fertőtlenítőállomások létesítésére, a pangó mocsárvidékek lecsapolására és az artézi kutak széles körű telepítésére vonatkozó rendeleteivel sikerült visszaszorítani, majd felszámolni a kiütéses tífuszt és a maláriát Magyarországon. 1938-ban ő vezette be a diftéria elleni, valamint a tuberkulózis megelőzésére szolgáló BCG kötelező védőoltásokat. A nevéhez fűződik az Országos Közegészségügyi Tanács újjászervezése, a központi szakmai elbírálás bevezetése az orvosi állások betöltésénél, valamint a gyógyszer-ellenőrzés állami feladattá tétele.
Orvosi érdeklődése pályája elején a patológia felé irányult, s a hazai kórbonctan meghatározó egyénisége volt egészen az 1920-as évekig. Fő szakterülete azonban a bakteriológia és a szerológia volt. Már az első világháború idején ő irányította a kolera- és tífuszvakcinák tömeges előállítását a hadsereg részére, majd 1924-ben – amerikai és nyugat-európai tapasztalatait hasznosítva – a Phylaxia Oltóanyagtermelő Vállalatban megszervezte a humánoltóanyagok termelésével foglalkozó osztályt. A második világháborút követő években megvetette a magyarországi antibiotikum-gyártás alapjait, az általa meghonosított fermentációs eljárás bevezetésével. Kutatásai eredményeként 1947-ben készítették el az első magyar penicillinkészítményt, a kristályos G-penicillint avagy Fungint. 1980-ig végzett gyógyszervegyészeti kutatásainak eredményeit, újításait és nemegyszer szabadalmaztatott találmányait a gyógyszeripar sikerrel hasznosította.

### Társasági tagságai és elismerései
1936-ban Kaczvinszky János-plakettet kapott. Tudományos eredményei elismeréseként 1942-ben a Magyar Tudományos Akadémia levelező tagjává választották, de 1949-ben tanácskozó taggá minősítették, és levelező tagságát csak 1989-ben – posztumusz – állították vissza. 1941-ben a Szent István Akadémia is rendes tagjai sorába fogadta.
1974-ben megkapta a mikrobiológiai Manninger Rezső-, 1982-ben pedig a patológiai Baló József-emlékérmet. Halála után, az Országos Közegészségügyi Intézet megszervezéséért, a hazai penicillin- és sztreptomicingyártás megteremtéséért és továbbfejlesztéséért 1990-ben a Széchenyi-díj, 2002-ben a Magyar Örökség díj posztumusz díjazottja lett.

### Főbb művei
- Kórboncolási technika. I–II. köt., Budapest, 1918. (Entz Bélával)
- A bakteriologia és serologia. Budapest, 1924.
- A M. Kir. Orsz. Közegészségügyi Intézet. Budapest, 1933.
- Az ápolónő- és védőnőkérdésről, különös tekintettel az ápolónők és védőnők képzésére. Budapest, 1929.
- Beszámoló a M. Kir. Orsz. Közegészségügyi Intézet első öt évben végzett munkájáról. Budapest, 1933.
- A falusi közegészségügyi munkáról. Budapest, 1937.
- Gyógyul a magyar falu. Budapest, 1938.
- A korszerű közszolgálat útja. Budapest, 1939.
- A racionális egészségpolitika alapelvei. Budapest, 1939.
- A közegészségügyi szolgálatunk krízisének okai. Budapest, 1941.
- Közegészségtan és járványtan. Szeged, 1942.
- A magyar közegészségügyi munka útja. Budapest, 1942.
- A magyar közegészségügy területi kérdései; Stádium, Bp., 1943 (Klny. a Népegészségügyből)

## Emlékezete
Az 1945 utáni félreállítását és politikai meghurcoltatását követően tudományos rehabilitációját részben még életében megérhette: fontos orvostudományi kitüntetéseket vehetett át. Akadémiai tagságának visszaállítására csak halála után, 1989-ben került sor, és az általa alapított Országos Közegészségügyi Intézet is ugyanebben az évben vette fel a nevét (Johan Béla Országos Epidemiológiai Központ).
Közéleti-politikai rehabilitációja nem zajlott le ennyire egyértelműen, ezt jelzi az a tény is, hogy 2006-ban az intézetnek az egészségügyi tárca utasítására el kellett hagynia a tiszteletnevet elnevezéséből, s ma Országos Epidemiológiai Központ néven működik. Ugyanekkor távolították el 1989-ben készült mellszobrát is az intézet kertjéből. A rendelet hivatkozási alapjául a Magyarországi Zsidó Hitközségek Szövetségének tiltakozása és a Magyar Tudományos Akadémia szakértőjének 2004-es állásfoglalása szolgált, amely szerint Johan államtitkárként következetesen érvényesítette a második zsidótörvény rendelkezéseit az orvosi karban, vagyis személyesen intézkedett arról, hogy a magyarországi zsidó orvosokat megfosszák hivatásuktól, munkájuktól, végül nagy részüket az életüktől is. A döntést közéleti-politikai vita övezte.
Ugyanakkor Czeizel Endre Tudósok, gének, tanulságok című könyvében több oldalt szentel Johan Béla munkásságának és a zsidótörvénnyel kapcsolatos szerepének tárgyalására. Az ott leírtak szerint Johan a halálvonatról mentette meg Rusznyák István orvosprofesszort, Szent-Györgyi Albert levelezésében pedig felmentette Johant a vádak alól.